# Perconia inaequaria
Perconia inaequaria är en fjärilsart som beskrevs av Adrian Hardy Haworth 1809. Perconia inaequaria ingår i släktet Perconia och familjen mätare. Inga underarter finns listade i Catalogue of Life.